# Eodorcadion oryx
Eodorcadion (Ornatodorcadion) oryx – gatunek chrząszcza z rodziny kózkowatych i podrodziny zgrzypikowych.
Gatunek ten opisany został w 1895 roku przez Aleksandra I. Jakowlewa jako Neodorcadion oryx. Później umieszczony został w rodzaju Eodorcadion i podrodzaju Ornatodorcadion przez Gressitta. Wraz z blisko spokrewnionymi E. intermedium, E. heros, E. zichyi i E. gorbunovi zaliczany jest do grupy gatunków E. intermedium.
Chrząszcz palearktyczny, endemiczny dla Mongolii. Podawany z 2 stanowisk w ajmaku południowochangajskim.